# Moldova 2
Moldova 2 — второй молдавский общественный телеканал, запущенный 3 мая 2016 года в честь 58 годовщины Телерадио-Молдова. Трансляция началась с обращений от Кубка к Настольному теннису среди журналистов «Press Open Moldova 1». Запуск Moldova 2 пришел по рекомендации Европейского вещательного союза, но и о необходимости охватить передачу большого количества спортивного контента.
Телеканал транслирует программы телеканала Moldova 1 и прямые трансляции спортивных мероприятий, таких как Летные Олимпийские игры и Чемпионат Европы по футболу.